# Traugott Maximilian Eberwein

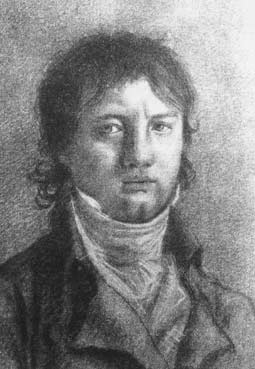
Max Eberwein um 1803, Kreidezeichnung von Carl Wilhelm Ludwig Bianchi

Traugott Maximilian Eberwein (* 27. Oktober 1775 in Weimar; † 2. Dezember 1831 in Rudolstadt) war ein deutscher Komponist und Dirigent. In der Literatur wird er häufig als Max Eberwein bezeichnet.

## Leben und Wirkung
Einer Musikerfamilie entstammend – sein Bruder war der Komponist Franz Carl Adelbert Eberwein – erhielt er bereits in früher Jugend seine musikalische Unterrichtung durch seinen Vater, einen Hofmusiker. Frühzeitig begann er gleichfalls zu komponieren. Es folgten Studien der Musikwissenschaften in Frankfurt am Main sowie im Fach Violine in Mainz. Im Rahmen dieser Studienreisen machte er die Bekanntschaft des Fürsten von Schwarzburg-Rudolstadt, der ihm eine Anstellung als Hofmusiker anbot. Er trat daraufhin als Violinist in die dortige Hofkapelle ein. Im Jahre 1797 wurde er zum Hofmusiker ernannt. Anfang des 19. Jahrhunderts folgten weitere Studienreisen, die ihn v. a. nach Rom, Neapel sowie Wien führten, wo er die Bekanntschaft von Haydn machte. Etwa in dieser Zeitperiode kamen auch erste Kontakte zu Beethoven zustande.

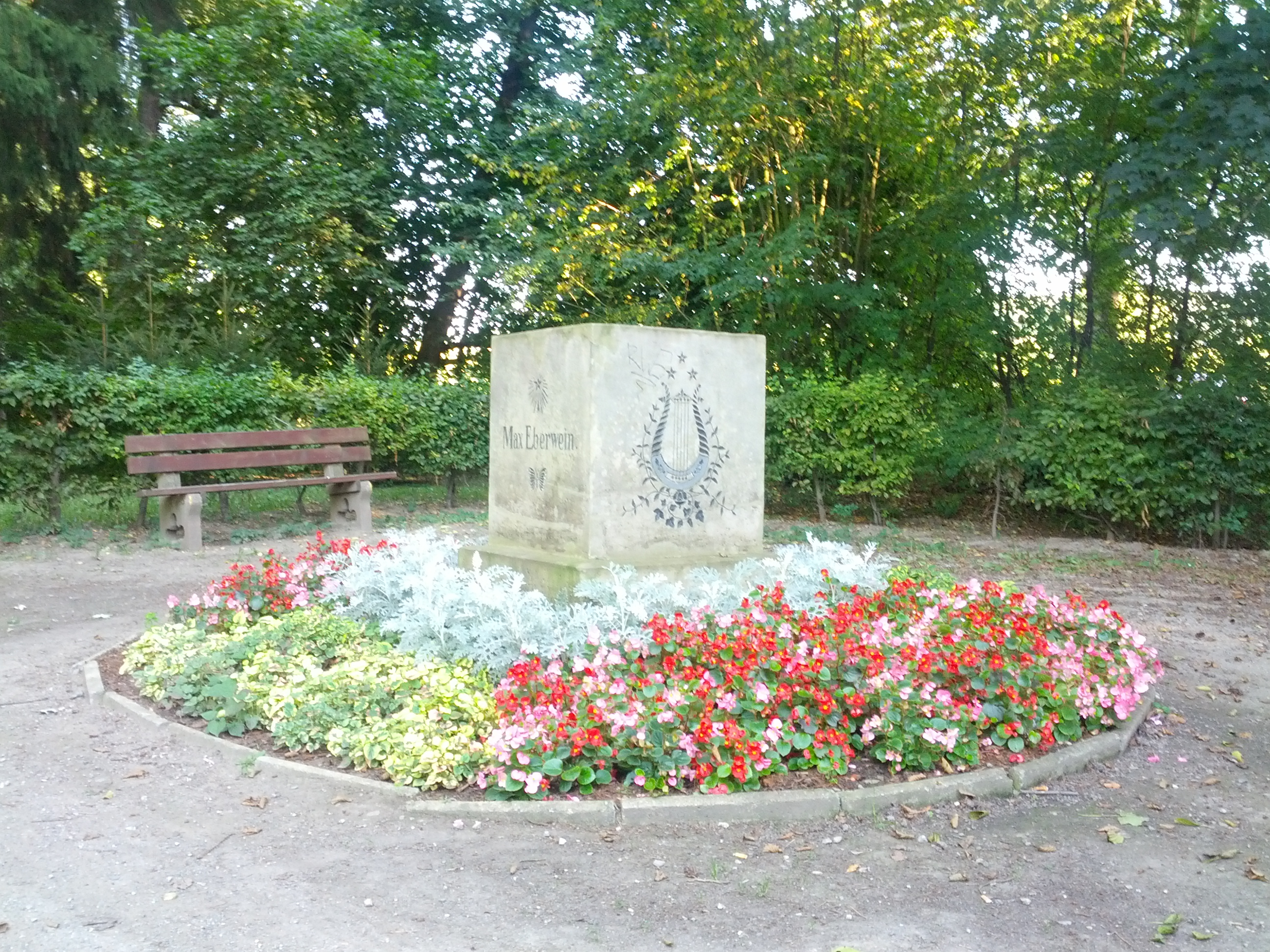
Gedenkstein für Eberwein im Heinrich-Heine-Park in Rudolstadt

Zurückgekehrt nach Rudolstadt nahm er seine frühere Tätigkeit wieder auf und wurde im Jahre 1817 zum Hofkapellmeister ernannt. In seiner Stellung als Musikdirektor trug er dazu bei, dass auch neuere Kompositionen in das Repertoire aufgenommen wurden und schlug damit eine weltoffene und progressive Richtung in der Entwicklung und Verbreitung der Musik seiner Zeit ein. So kamen beispielsweise zahlreiche Werke Beethovens zur Aufführung. Weiterhin engagierte er sich für die Nachwuchsförderung in der Musik sowie für die Förderung des Musiktheaters. Er gehörte der Rudolstädter Freimaurerloge Günther zur Eintracht an. Er verstarb 1831 in Rudolstadt. Sein Sterbehaus, in dessen Eingangsbereich sich seit 1995 eine Gedenkstätte befindet, ist weitgehend im Originalzustand erhalten und wurde bereits im 19. Jahrhundert von der Stadt Rudolstadt mit einer Gedenktafel versehen.
Traugott Maximilian Eberwein war ein sehr produktiver Komponist. Die Anzahl seiner Werke geht in die Hunderte. Sie dokumentieren den stilistischen Übergang von der Klassik zur Romantik. Seine Kompositionen umfassen hauptsächlich Opern, Singspiele, Ouvertüren, Sinfonien, Ballette sowie Kantaten, Konzert- und Kammermusik, Lieder und Oratorien. In seinen Liedern vertonte er zahlreiche Gedichte Goethes. Seine Werke fanden auch außerhalb Thüringens und im europäischen Ausland Beachtung und fanden dort Eingang in die Konzertrepertoires. Er gehörte zum Kreis des Weimarer Musenhofes, als deren bekannteste Vertreter Herzogin Anna Amalie sowie Goethe anzusehen sind.
Sein Sohn Julius Eberwein wurde Parlamentspräsident in Rudolstadt.

## Werke (Auswahl)

### Opern
- Piedro und Elvira
- Claudine von Villa Bella
- Das befreite Jerusalem
- Ferdusi
- Das goldene Netz

### Singspiele
- Die hohle Eiche
- Das Storchnest
- Der Mond
- Die Fischerin
- Das Schachtournier

### Lieder
- Ergo bibamus (Text: Johann Wolfgang von Goethe)
- Der Jahrmarkt zu Plundersweilen (Text: Johann Wolfgang von Goethe)

### Sonstiges
- Ouvertüre in C-Dur
- Sinfonie No. 3 in Es-Dur op. 84
- Messe in As-Dur op. 87